# إنريكو فيلانويفا
إنريكو فيلانويفا (بالتاغالوغية: Enrico Villanueva)‏ مواليد 23 يونيو 1980 في باساي، الفلبين، هو لاعب كرة سلة فلبيني. بدأ مسيرته الاحترافية في سنة 2003. يلعب في الرابطة الفلبينية لكرة السلة كلاعب وسط. يحمل الرقم 14. يبلغ طوله 6 قدم 5 بوصة (2.0 م). مثّل منتخب بلاده. لعب مع سان ميغيل بيرمن وستار هوتشوتز.